# Cosmo Lang
Cosmo Gordon Lang, 1º Barone Lang di Lambeth (Fyvie Manse, 31 ottobre 1864 – Londra, 5 dicembre 1945) è stato un arcivescovo anglicano e teologo britannico, arcivescovo di York e poi di Canterbury.

## Biografia
Scozzese, nato a Fyvie Manse nell'Aberdeenshire, era il terzo figlio del reverendo John Marshall Lang, allora ministro della Chiesa di Scozia, e di Hannah Agnes, a sua volta figlia del reverendo Peter Keith Hay, ministro di Hamilton. Studiò presso l'Università di Glasgow e al Balliol College di Oxford, dove si laureò in giurisprudenza, in previsione di una carriera politica nel Partito Conservatore.
Tuttavia, nel 1889 maturò la sua decisione di convertirsi all'anglicanesimo, ed entrato nel Cuddesdon Ripon College, fu ordinato sacerdote nel 1891.

## Sacerdozio
Le sue credenze erano anglo-cattoliche ma liberali, considerando i saggi Lux Mundi come il suo primo ideale. Incoraggiò la congiuntura cattolica con la Chiesa d'Inghilterra, durante la sua carriera, riuscendo a "normalizzarla". Fu il primo arcivescovo dalla Riforma anglicana ad indossare una mitria, vista precedentemente come un simbolo troppo cattolico (altri vescovi la usavano semplicemente come emblema).
All'inizio della sua carriera fu un "sacerdote delle baraccopoli" poiché visse in condizioni di grande disagio in un edificio abitato da quella che oggi sarebbe chiamata la "classe povera". Fu inoltre cappellano militare, scendendo in campo con le unità volontarie della Oxfordshire Light Infantry e, dopo la sua nomina a Vicario di Portsea, nello Hampshire, con le unità volontarie della Royal Artillery. Il 1º giugno 1899 fu nominato cappellano onorario della regina Vittoria. Nel 1901 divenne vescovo di Stepney nella diocesi di Londra, e fu anche nominato tesoriere canonico della Cattedrale di Saint Paul. Continuò anche il suo ministero nell'esercito, venendo nominato cappellano della Imperial Yeomanry della città di Londra. Nel 1908 fu nominato arcivescovo di York, una splendida promozione che confermò il suo status di stella nascente.

### Arcivescovo di York
Dopo aver assunto l'incarico di arcivescovo di York nei primi mesi del 1909, cominciò a comportarsi come un principe della Chiesa. Si disse di lui che "avrebbe potuto essere San Francesco d'Assisi o il cardinal Thomas Wolsey, e scelse di essere il cardinal Wolsey". Tuttavia coloro che lo conobbero personalmente furono impressionati dalla sua gentilezza.
Nella prima guerra mondiale criticò gli eccessi di propaganda antitedesca, richiamando la sua "sacra memoria" all'Imperatore Guglielmo II di Germania inginocchiato vicino ad Edoardo VII, davanti al letto della regina Vittoria. Divenne perciò un bersaglio pubblico, e lo shock che ne ricevette sembra ebbe su di lui un impatto profondo. La calvizie precoce lo trasformò da uomo giovane, bello e scuro di capelli in un vecchio calvo e con capelli bianchi. Contrariamente a quanto sembravano dimostrare le sue apparizioni pubbliche, a lui mancava la fiducia in sé stesso.
Il 26 aprile 1923 il re Giorgio V gli assegnò la Royal Victorian Chain. Nel 1926 battezzò la principessa Elisabetta, futura regina Elisabetta II, nella cappella privata di Buckingham Palace.

### Arcivescovo di Canterbury
Nel 1928 fu nominato arcivescovo di Canterbury dopo il ritiro di Randall Davidson, che seguì, ma non fu in realtà connesso, al rifiuto da parte del Parlamento di un nuovo libro di preghiere. Così Lang fu invitato a riaprire la questione o a sfidare il Parlamento, ma seguì la strada più saggia, quella di lasciar usare il nuovo libro in forma non ufficiale.
Probabilmente Lang arrivò a Canterbury troppo tardi. Era ancora un eccellente oratore e predicatore, ma l'energia che lo aveva reso famoso se ne era andata. La sua immagine in quel periodo era orgogliosa, pomposa e prelatizia. In più si ammalò gravemente poco dopo la nomina, e questo ridusse ulteriormente la sua energia.
Tuttavia fu attivo in entrambe le Chiese e negli affari pubblici durante negli anni trenta. Nel 1930 presiedette la Conferenza di Lambeth, ricordata per la dichiarazione riguardo alla contraccezione. Precedentemente la Chiesa anglicana aveva mantenuto la stessa linea della Chiesa romana opponendosi alla contraccezione artificiale, ma questa era stata invece approvata dalla precedente Conferenza di Lambeth del 1920. Nel 1930 fu concordato dalla maggioranza che la contraccezione poteva essere giustificata in certe circostanze. Lang sembrava non avere una forte posizione in materia, ma era interessato soprattutto al raggiungimento di un risultato unanime. Nel 1933 fu nominato High Almoner a seguito della morte di Armitage Robinson.
Nel 1936 trattò con neutralità la riforma della legge sul divorzio di Herbert, ritenendo che, anche se la Chiesa disapprovava il divorzio, un disegno di legge era auspicabile almeno per lo stato. Politicamente fu vicino sia a Stanley Baldwin sia a Neville Chamberlain, dando un ampio sostegno alle loro politiche, mentre non risulta fosse nelle simpatie di Winston Churchill; la tradizione popolare inglese tradusse questa "freddezza" tra i due in una battuta (quasi certamente apocrifa) che sarebbe stata rivolta da Churchill - non ancora Primo Ministro - al prelato: "Siete stato eletto da Dio, vabbè, ma con un voto solo".
Più importante, nel stesso anno stato fu coinvolto nella crisi di abdicazione del nuovo re, Edoardo VIII. Lang si rese conto della relazione tra Edoardo e Wallis Simpson, e, quando Edoardo annunziò che voleva sposare Wallis, Lang, come vescovo della Chiesa Anglicana, obiettò al matrimonio, in quanto il Re, come capo supremo della Chiesa Anglicana, non si sarebbe trovato in una situazione accettabile sposando una divorziata. 
Nel 1937, lo stesso anno in cui Lang presiedette all'incoronazione di re Giorgio VI e della regina Elisabetta, fu nominata una commissione dalla Chiesa di Inghilterra e capeggiata dagli arcivescovi di Canterbury e di York per investigare sui medium spirituali. Dopo due anni di attenti studi, gli arcivescovi Lang e Temple presentarono i risultati. Era stato previsto dalla commissione che i risultati sarebbero stati pubblicati tra i documenti della Chiesa di Inghilterra che, fino allora, non aveva una posizione ufficiale circa la comunicazione con i morti. Tuttavia la relazione fu accantonata dalla Camera dei Vescovi e mai pubblicata.

## Ultimi anni
Lang annunciò le sue dimissioni il 21 gennaio 1942, anche per aprire la strada a William Temple. Temple era un deciso cristiano socialista e le opinioni di entrambe le Chiese prevedevano grandi cambiamenti nel periodo post bellico. Sembrava che fosse venuta l'ora di Temple, ma questi morì improvvisamente nel 1944. Il 1º aprile 1942 Lang diventò barone di Lambeth, nella contea del Surrey, e rimase attivo nella Camera dei Lord.
Lang morì improvvisamente nel 1945, mentre andava ad un incontro della fondazione del British Museum. Si disse che le sue ultime parole furono: "Devo arrivare alla stazione", così morì sul marcipiede nei pressi della stazione di Kew Gardens. Il 10 dicembre si svolsero contemporaneamente una funzione presso l'Abbazia di Westminster e il canto di un requiem nella Cattedrale di Canterbury dove nel pomeriggio ebbe luogo il funerale. Dopo la cremazione le sue ceneri furono tumulate nella cappella di santo Stefano l'11 dicembre.